# オール・ザ・ソングス
「オール・ザ・ソングス」(All the Songs)は、イギリスのシンガーソングライター、ウィル・ヤングの楽曲である。7枚目のスタジオ・アルバム『レキシコン』から先行シングルとしてリリースされ、ヤングにとっては通算24枚目のシングルとなる。

## 背景
「オール・ザ・ソングス」はヤングと度々コラボレートしているキッシュ・モーヴのメンバー、ミーマ・スティルウェルとジム・エリオットによって書かれた。2011年のアルバム『エコーズ』で共に仕事をしたリチャードXが曲のプロデュースを請け負った。ヤングが『レキシコン』の為に書いた数曲の内の一曲で、彼は本曲を2011年のシングル「ジェラシー」と比較した上で、自身が生涯の内に書いた中でのベスト・ソングの一つに数えている。

## ミュージックビデオ
ビデオはファッション・フォトグラファーのランキンが手掛け、ヤングは水兵やバイカー、カウボーイなど様々な扮装をしているがビデオが進むにつれそれらを脱ぎ捨てていく。ヤングはビデオについて「ビデオが出る事によってダブル・スタンダードについて議論をもたらしたかったんだ。女性が衣服を脱いでセクシーに見せるのは期待されてるけど、男性はそれほどじゃないだろ。でも一番はビデオの中で楽しみたかったんだ」と語っている。